# Carlos D. Játiva
Carlos D. Játiva (1934) es un botánico, curador, y taxónomo ecuatoriano-estadounidense, especializado en Lamiaceae.
Fue miembro del personal del Dto. de botánica y del herbario de la Universidad de California en Los Ángeles. Publicó en conjunto con su colega profesor Epling publicando más de cien artículos científicos desde monografías sobre contribuciones a las floras locales, y describiendo numerosas nuevas especies - la más famosa sea probablemente la psicoactiva Salvia divinorum.

## Algunas publicaciones
- george p. Hanson, linda Thorne, carlos d. Jativa. 1970. “Vitamin C–A Natural Smog Resistance Mechanism in Plants?” Lasca Leaves 20, 6

- carl Epling, carlos d. Játiva-M.. 1962. A New Species of Salvia from Mexico 2 pp.
- La abreviatura «Játiva» se emplea para indicar a Carlos D. Játiva como autoridad en la descripción y clasificación científica de los vegetales.[2]